# Golf de Porto
El Golf de Porto és un golf de la mar Mediterrània que es troba a la costa occidental de Còrsega. Ocupa la part sud de la costa del Parc Natural Regional de Còrsega.Està inscrit a la llista del Patrimoni de la Humanitat de la UNESCO des del 1983

## Geogràficament
Geogràficament, limita al nord amb Punta â Scopa (Osani) i al sud amb el Capu Rossu (Piana). Les seves costes estan formades,pel nord per les costes dels municipis d'Osani, Partinello i Serriera, i al sud per la costa nord de Piana. El fons del Golf pertany al municipi d'Ota amb Porto Marina, la seva torre genovesa i de la platja, a la desembocadura del riu de Porto.
La seva particular, la geologia es compon de roques volcàniques que formen part d'un tot anomenat Còrsega cristal·lina, ígnies roques que cobreixen dos terços de l'illa, a l'oest de la línia que va de Calvi fins a unir-se a Solenzara.